# Рианда, Майкл
Майкл «Майк» Риа́нда (англ. Michael «Mike» Rianda, род. 25 декабря 1984) — американский художник-мультипликатор, режиссёр, сценарист и актёр озвучивания. Он известен как креативный директор и сценарист первого сезона и креативный консультант второго сезона мультсериала «Гравити Фолз», а также как режиссёр, соавтор сценария и актёр своего дебютного полнометражного фильма «Митчеллы против машин».

## Ранние годы и образование
Рианда родился 25 декабря 1984 года в городе Салинас, штат Калифорния. Обнаружив в школьном возрасте талант к рисованию, он позднее поступил в Калифорнийский институт искусств, где изучал дизайн персонажей. Там же Рианда поставил по собственным сценариям два короткометражных фильма: «Все умрут через 90 секунд» (англ. Everybody Dies in 90 Seconds) (2008) и «Работа» (англ. Work) (2010).

## Карьера
Рианда стал креативным директором и сценаристом анимационного телесериала Disney Channel «Гравити Фолз», однако покинул проект в 2013 году. Также он озвучил Ли, Томпсона, мистера Крутого и других второстепенных персонажей. Рианда вернулся к работе над вторым сезоном в качестве креативного консультанта.
В 2021 году он вместе с Джеффом Роу написал сценарий и срежиссировал полнометражный мультфильм «Митчеллы против машин», в котором также озвучил роль Аарона Митчелла. Премьера фильма состоялась 30 апреля 2021 года на Netflix.

## Фильмография

### Кино
| Год  | Название                          | Режиссёр | Сценарист | Другое | Роль                                                                                            | Прим. |
| ---- | --------------------------------- | -------- | --------- | ------ | ----------------------------------------------------------------------------------------------- | ----- |
| 2021 | Митчеллы против машин             | Да       | Да        | Да     | Аарон Митчелл / говорящая собака / армия Furby / любитель Wi-Fi                                 |       |
| 2023 | Человек-паук: Паутина вселенных   | Нет      | Нет       | Да     | Иезекиль Симс / Паук-терапевт; камео Производственный консультант                               | [ 7 ] |
| 2023 | Черепашки-ниндзя: Погром мутантов | Нет      | Нет       | Нет    | Бандит, требующий зарплату / начальник мясокомбината / охранник, назвавший Сплинтера «Рататуем» |       |
| TBA  | Я, чихуахуа                       | Нет      | Сюжет     | Нет    | н/д                                                                                             | [ 8 ] |

### Телевидение
| Год       | Название             | Сценарист | Другое | Роль                       | Примечания                                                           |
| --------- | -------------------- | --------- | ------ | -------------------------- | -------------------------------------------------------------------- |
| 2012—2016 | Гравити Фолз         | Да        | Да     | Ли, Томпсон, мистер Крутой | Также креативный директор (сезон 1) Креативный консультант (сезон 2) |
| 2021      | Корпорация «Заговор» | Нет       | Да     | н/д                        | Креативный консультант (эпизод: «Беспрезидентная ситуация»)          |
| 2022      | Амфибия              | Нет       | Да     | н/д                        | Особая благодарность (эпизод: «Самое сложное»)                       |

## Награды и номинации
| Награда                                                | Год  | Категория                 | Работа                  | Результат | Пр.    |
| ------------------------------------------------------ | ---- | ------------------------- | ----------------------- | --------- | ------ |
| Оскар                                                  | 2022 | Лучший анимационный фильм | «Митчеллы против машин» | Номинация | [ 9 ]  |
| Энни                                                   | 2022 | Лучший режиссёр           | «Митчеллы против машин» | Победа    | [ 10 ] |
| Энни                                                   | 2022 | Лучший сценарий           | «Митчеллы против машин» | Победа    | [ 10 ] |
| Межсезонная премия Ассоциации кинокритиков Голливуда   | 2022 | Лучший кинематографист    | «Митчеллы против машин» | Номинация |        |
| Межсезонная премия Ассоциации кинокритиков Голливуда   | 2022 | Лучший сценарий           | «Митчеллы против машин» | Победа    | [ 11 ] |
| Выбор критиков                                         | 2022 | Лучший анимационный фильм | «Митчеллы против машин» | Победа    | [ 12 ] |
| Премия Британской Академии в области кино              | 2022 | Лучший анимационный фильм | «Митчеллы против машин» | Номинация | [ 13 ] |
| Премия Британской Академии в области детского контента | 2022 | Лучший фильм              | «Митчеллы против машин» | Номинация | [ 14 ] |